# Faustino Trebbi
Faustino Trebbi (Budrio, 18 agosto 1761 – Bologna, 25 dicembre 1836) è stato un pittore e architetto italiano esponente della prestigiosa scuola dei quadraturisti bolognesi.

## Biografia
Lo stile di Faustino Terbbi mostra l'influenza del Correggio. 
Suo figlio Raffaele seguì le orme del padre mentre suo figlio Mauro divenne professore di Chimica.
Fra i suoi allievi figurano Francesco Cocchi che collaborò alla decorazione della Chiesa del Suffragio a Bologna e Antonio Sarti di Budrio.
La cappella del battistero in San Lorenzo a Budrio è stata affrescata da Faustino Trebbi così come il Teatro consorziale.
Il Metropolitan Museum of Art di New York custodisce quattro suoi acquarelli.